# Утиня-Врело
45°23′ пн. ш. 15°44′ сх. д. / 45.38° пн. ш. 15.74° сх. д.
Утиня-Врело (хорв. Utinja Vrelo) — населений пункт у Хорватії, в Карловацькій жупанії у складі громади Войнич.

## Населення
Населення за даними перепису 2011 року становило 18 осіб.
Динаміка чисельності населення поселення: